# Egon Zahlmann
Egon Zahlmann (* 24. Dezember 1928) war Fußballspieler in Wismar. Für die Betriebssportgemeinschaft (BSG) Motor Wismar spielte er 1951/52 in der DDR-Oberliga, der höchsten ostdeutschen Fußballklasse.

## Sportlicher Werdegang
Zahlmann gehörte zum Aufgebot der 1950 neu gegründeten BSG Anker Wismar, die anstelle der aus der Oberliga abgestiegenen ZSG Anker in der Saison 1950/51 in der zweitklassigen DDR-Liga antrat. Sein erstes Punktspiel bestritt Zahlmann am 24. September 1950, dem 4. Spieltag. In der Begegnung Anker Wismar – SG Hohenschönhausen (4:0) war er als Mittelstürmer aufgeboten worden und erzielte auch gleich mit dem Schlusstreffer sein erstes Punktspieltor. Von den 16 ausgetragenen Punktspielen absolvierte er zehn Spiele und schoss zwei Tore. Im Verlauf der Saison wurde er später als rechter Läufer eingesetzt. Auf dieser Position spielte Zahlmann auch im Entscheidungsspiel um den Oberligaaufstieg gegen die punktgleiche SG Volkspolizei Potsdam. Anker Wismar gewann vor 6.500 Zuschauern in Stendal mit 2:1 und erreichte damit die sofortige Rückkehr in die Erstklassigkeit.
In der Oberligasaison 1951/1952 gehörte Zahlmann zum Stammaufgebot der Wismarer, die erneut ihren Namen geändert hatten, und nun als BSG Motor Wismar spielten. Zahlmann etablierte sich endgültig im rechten Mittelfeld und bestritt 34 der 36 absolvierten Oberligaspiele, in denen er vier Tore erzielte. Die Wismarer konnten wie 1949/50 wieder nur um den Klassenerhalt kämpfen, mussten jedoch nach 22 Niederlagen erneut in die Zweitklassigkeit absteigen.
In seiner zweiten DDR-Ligasaison 1952/53 wurde Zahlmann nur in 15 von 24 Punktspielen eingesetzt, spielte abwechselnd im Angriff und im Mittelfeld und erzielte lediglich zwei Punktspieltore. Motor Wismar erreichte am Saisonende deutlich abgeschlagen nur Platz zwei hinter Staffelsieger Einheit Ost Leipzig und verpasste damit den Wiederaufstieg. Für die DDR-Ligasaison 1953/54 war Zahlmann erneut für das Aufgebot der BSG Motor vorgesehen, er bestritt jedoch ebenso wie sein Mannschaftskollege Klaus Fick nur die ersten drei Punktspiele und erschien später nicht mehr in den Aufstellungen der Wismarer.
Innerhalb von vier Spielzeiten hatte Zahlmann damit 62 Punktspiele für Wismar bestritten und war dabei achtmal als Torschütze erfolgreich gewesen.